# Ihar Hiermianczuk
Ihar Iwanawicz Hiermianczuk (biał. Ігар Іванавіч Гермянчук; ros. Игорь Иванович Герменчук, Igor Iwanowicz Giermienczuk; ur. 1 stycznia 1961 w Strokowiczach, zm. 29 kwietnia 2002 w Mińsku) – białoruski polityk, dziennikarz i działacz społeczny, w latach 1990–1995 deputowany do Rady Najwyższej Białoruskiej SRR/Rady Najwyższej Republiki Białorusi XII kadencji; członek Opozycji BNF – frakcji parlamentarnej partii Białoruski Front Ludowy (Biełaruski Narodny Front), o charakterze antykomunistycznym i niepodległościowym; redaktor zamkniętej przez władze gazety „Swaboda”, założyciel i redaktor gazety „Kurjer”.

## Życiorys

### Młodość
Urodził się 1 stycznia 1961 roku we wsi Strokowicze, w rejonie swietłahorskim obwodu homelskiego Białoruskiej SRR, ZSRR. W latach 1979–1981 odbył służbę wojskową w szeregach w Armii Radzieckiej. W 1984 roku ukończył studia na Wydziale Dziennikarstwa Białoruskiego Uniwersytetu Państwowego im. Lenina. Będąc na studiach zaczął działać w białoruskim ruchu narodowo-demokratycznym. Brał udział w akcjach na rzecz obrony języka białoruskiego, kultury narodowej, środowiska naturalnego. Działał w uniwersyteckim Białoruskim Warsztacie Śpiewacko-Dramatycznym, uczestniczył w obchodzeniu świąt ludowych, a na egzaminach odpowiadał po białorusku. Krótki czas pracował w Kombinacie Poligraficznym im. Jakuba Kołasa. Należał do KPZR. Pod wpływem idei białoruskiego ruchu narodowego przełomu lat 80. i 90. XX wieku opuścił tę partię i wstąpił do Białoruskiego Frontu Ludowego.

### Działalność polityczna
W 1990 roku został deputowanym ludowym do Rady Najwyższej Białoruskiej SRR XII kadencji z Borowlańskiego Okręgu Wyborczego Nr 71. Członek Komisji Rady Najwyższej ds. Jawności, Środków Masowej Informacji i Praw Człowieka. Brał udział w opracowaniu i przyjęciu Deklaracji o Państwowej Suwerenności Białorusi, przygotowaniu projektów ustaw na nadzwyczajnej sesji Rady Najwyższej 24–25 sierpnia 1991 roku, w czasie której ogłoszono niepodległość Białorusi. Współautor Koncepcji przejścia Białoruskiej SRR na gospodarkę rynkową (jesień 1990 r.), projektu Postanowienia Rady Najwyższej "O demonopolizacji środków masowej informacji" (październik 1992 r.). Uczestniczył w głodówce deputowanych Opozycji BNF 11–12 kwietnia 1995 roku w Sali Owalnej parlamentu, ogłoszonej na znak protestu przeciwko zainicjowanemu przez prezydenta Łukaszenkę referendum na temat wprowadzenia języka rosyjskiego jako drugiego języka państwowego, zmiany symboli państwowych Białorusi (biało-czerwono-białej flagi i herbu Pogoni) na symbole nawiązujące do radzieckich, integracji ekonomicznej z Federacją Rosyjską i prawie prezydenta do rozwiązywania parlamentu. W nocy z 11 na 12 kwietnia został razem z innymi protestującymi wywleczony siłą z sali parlamentu przez zamaskowanych funkcjonariuszy wojska i służb specjalnych, pobity, wywieziony samochodem, a następnie wyrzucony na ulicy w centrum Mińska.
W 2010 roku Zianon Pazniak opisał w swoich wspomnieniach Ihara Hiermianczuka z początku lat 90. następująco:

Ihar był człowiekiem skromnym i małomównym, zawsze uczestniczył w parlamentarnych dyskusjach i posiedzeniach Opozycji. Z wielkimi wystąpieniami wychodził nieczęsto, ale przemawiał dobrze, szczególnie w emocjonalnym uniesieniu. Pamiętam, jak raz w takim uniesieniu mówił tak przekonująco, sarkastycznie, z humorem i sensownie, że podzielił nomenklaturę na sali, część biła mu nawet brawo. To styl, jakim nikt z nomenklatury nie władał.

### Działalność dziennikarska
Ihar Hiermianczuk pracował zaraz po studiach jako korespondent gazety „Hołas Radzimy”. W latach 1987–1991 pracował jako miński korespondent Radzieckiej Agencji Prasowej „Nowosti” (obecnie RIA „Nowosti”). Od 1990 roku (według innych źródeł od 1991) do 1997 roku był redaktorem naczelnym największej niezależnej gazety „Swaboda” (jej wydawcą był Pawieł Żuk), jednego z najpopularniejszych czasopism epoki białoruskiego odrodzenia na początku lat 90. Gazeta wydawana była taraszkiewicą i sięgała nakładu 100 tysięcy egzemplarzy. W swojej pracy dziennikarskiej, Hiermianczuk zwracał szczególną uwagę na rolę pamięci narodowej i znajomości historii w kształtowaniu świadomości Białorusinów. Gdy wydawnictwa państwowe odmówiły wydrukowania książki Uładzimira Arłoua i Zachara Szybieki Dziesiać wiakou biełaruskaj historyi (pol. Dziesięć wieków białoruskiej historii), zaproponował autorom jej publikację w częściach, co sobotę, na łamach gazety.
Za publikacje krytyczne wobec prezydenta Łukaszenki, prokuratura czterokrotnie wszczynała przeciwko niemu postępowanie, jednak każdorazowo Rada Najwyższa odmawiała uchylenia jego immunitetu. Miały także miejsce próby zastraszania – nieznani sprawcy strzelali w okna jego domu. Wreszcie 24 listopada 1997 roku gazeta „Swaboda” została zlikwidowana wyrokiem Wyższego Sądu Gospodarczego (Za niejednokrotną publikację materiałów o antyprezydenckiej treści, od 1994 roku) i przez pewien czas ukazywała się tylko w Internecie. W styczniu 1998 roku gazeta odrodziła się pod tytułem „Nawiny” (także wydawana przez Pawła Żuka).
W marcu 2000 roku Hiermianczuk założył czasopismo „Kurjer” i do śmierci pozostawał jego redaktorem naczelnym.

## Nagrody
- Nagroda Białoruskiego PEN-Clubu im. Alesia Adamowicza w nominacji Dziennikarstwo: Za wysoki profesjonalizm w walce przeciwko autorytarnej dyktaturze na Białorusi (1996)[2]

## Śmierć
Ihar Hiermianczuk zmarł 29 kwietnia 2002 roku w wyniku nieuleczalnej choroby. Zianon Pazniak skomentował to słowami: umarł w rozkwicie życia i twórczości. Został pochowany na Cmentarzu Wschodnim w Mińsku. Pozostawił żonę i syna.